# Charron (Creuse)
Charron település Franciaországban, Creuse megyében. Lakosainak száma 194 fő (2022. január 1.). Charron Auzances, Dontreix, Fontanières, Rougnat, Charensat, Château-sur-Cher, Saint-Maurice-près-Pionsat és Vergheas községekkel határos.

## Népesség
A település népességének változása:
| Lakosok száma | 469  | 349  | 281  | 238  | 213  | 224  | 232  | 230  | 218  | 194  |
|               | 1968 | 1982 | 1990 | 2006 | 2013 | 2015 | 2017 | 2019 | 2020 | 2022 |